# チャットボット

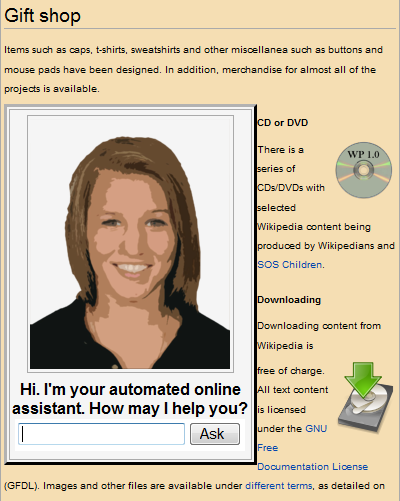
仮想アシスタント型のチャットボット

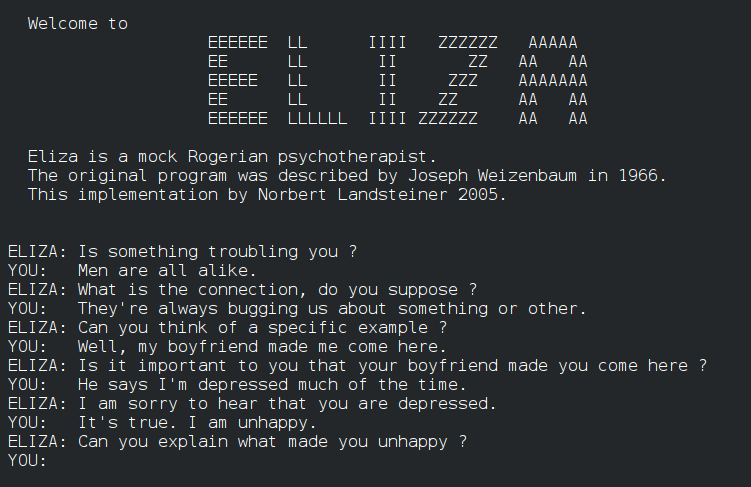
ELIZAチャットボット (1966年)

チャットボット（英: chatbot）は、もともとはチャッターボット（英: chatterbot）とよばれ、テキストや音声による対話を通じて人間的な会話の模倣を目的としたソフトウェアアプリケーションで、通常はオンラインで使用される。
最近、この分野はOpenAIのChatGPTの人気によって広く注目を集められるようになり、マイクロソフトのBing Chat（後のCopilot、OpenAIのGPT-4を利用）やGoogleのBard（後のGemini）、その他の競合商品が続いている。このような例は、特定のタスクやアプリケーション（チャットボットの場合、人間の会話をシミュレートする）を対象とするようにファインチューニングされた、広範な基盤となる大規模言語モデルに基づいて構築される製品の最近の慣行を反映している。チャットボットはまた、さらに特定の状況や特定の主題領域を対象とするように設計または制作することもできる。
チャットボットが長い間使用されてきた主な分野は、さまざまな種類の仮想アシスタントなど、顧客サービスやサポートの分野である。最近では、さまざまな業界の企業が、最新の生成的人工知能技術を使用して、こうした分野でより高度な開発を推進し始めている。

## 背景
1950年、アラン・チューリングは有名な論文「計算する機械と知性（Computing Machinery and Intelligence）」を発表し、知能の基準として現在ではチューリング・テストと呼ばれているものを提案した。このテストは、コンピュータ・プログラムが人間になりすまし、人間の判定者と文書を通じてリアルタイムで会話し、判定者が会話の内容だけでプログラムと本当の人間を確実に区別できないかどうかで判断するものである。チューリングの提案したテストが評判になったことで、1966年に発表されたジョセフ・ワイゼンバウムのプログラム「ELIZA」は、あたかも本当の人間と会話しているかのようにユーザーをだますことができると大きな関心を集めた。しかし、ワイゼンバウム自身は、ELIZAが純粋に知的であるとは言っておらず、論文の序文ではむしろ見せかけを曝露するための練習課題として紹介している。
人工知能では ... 機械がすばらしい働きをするように作られており、経験豊富な判定者でさえ驚かせることがしばしばある。しかし、ひとたび特定のプログラムの仮面が外され、その内部の仕組みが説明されると ... その魔法は崩壊し、単なる手続きの集合であることが明らかになる。 ... 判定者は「これなら私にも書ける」と自分に語りかける。そう考えた彼は、問題のプログラムを「知性」と記された棚から骨董品棚に移してしまう。この論文の目的は、「説明」されようとしているプログラムに対して、まさにそのような再評価を促すことである。これほどまでに必要なプログラムはないだろう。
ELIZAの主要な操作方法（その後のチャットボット設計者によって模倣された）では、入力された会話文から手がかりとなる単語やフレーズを認識し、それに対応するあらかじめ用意された、あるいはプログラムされた応答を出力することで、一見して有意義な形で会話を進めることができる。たとえば「MOTHER（お母さん）」という単語を含む入力に対して、「TELL ME MORE ABOUT YOUR FAMILY（あなたの家族についてもっと教えてください）」と応答する。このようにして、表面的な処理しかしていなくても、理解したかのような錯覚が生じる。ELIZAは、このような錯覚が驚くほど簡単に起こることを示した。なぜなら、会話の応答が「知的」と解釈できる場合、人間はそれを好意的に判断しようとする傾向があるためである。
インタフェース設計者は、コンピュータの出力を純粋に会話として解釈しようとする人間の適応性を、有用な目的のために利用できると認識するようになった（たとえそれが実際にはかなり単純なパターンマッチに基づいていたとしても）。多くの人は人間らしいプログラムとの対話をいとわない。このため、ユーザーから情報を引き出す必要のある対話型システムで、その情報が比較的単純で予測可能なカテゴリに分類される限り、チャットボット型の技術が役に立つ可能性がある。たとえば、オンラインヘルプシステムでは、ユーザーが必要とする情報の分野を特定するためにチャットボット技術を有効に利用して、形式的な検索やメニューシステムよりも「使いやすい」インタフェースを提供できる可能性がある。このような使い方は、チャットボット技術をワイゼンバウムの「骨董品が並ぶ棚」から、「真に役立つ解法」と記された棚に移す可能性を秘めている。

## 手法

### パターンマッチング
初期のチャットボットの代表としては、ELIZA（1966年）やPARRY（1972年）があげられる。その後の注目されるチャットボットとして、A.L.I.C.E.（1995年）、Jabberwacky（1997年）などがある。ELIZAやPARRYは入力された会話をシミュレートするために使用されていたが、以降のチャットボットはゲームやネット検索などのさまざまな機能を備えてきた。1984年には、チャットボットRacterが書いたとされる「The Policeman's Beard is Half Constructed」という本が出版された（もっとも公開されたプログラムはそのようなことはできなかったと考えられる）。
AI研究の関連分野として自然言語処理がある。一般的に「弱いAI」分野では、必要とする機能のために特別に設計されたソフトウェアやプログラミング言語が用いられた。たとえば、A.L.I.C.E.はAIMLというマークアップ言語を使用しているが、これは会話エージェントとしての機能に特化したもので、後に登場したA.L.I.C.E.のクローン（アリスボットとくくられる）でも採用された。それでも、A.L.I.C.E.は純粋なパターンマッチング技術に基づいており、推論機能はなく、1966年にELIZAが使用していた方法と同じ技術である。これは知恵や論理的な推論能力を必要とする「強いAI」ではない。

### 人間との対話による学習
より新しいJabberwackyの設計では、静的なデータベースによって駆動するのではなく、ユーザーとのリアルタイムな対話的処理に基づいて新しい応答とコンテキストを学習するように改善された。こうしたチャットボットには、リアルタイム学習と進化的アルゴリズムを組み合わせて、会話を交わすごとにコミュニケーション能力が向上するものもある。
チャットボットのコンテストでは、チューリング・テストや、より具体的な目標に焦点が当てられてきた。そのような毎年恒例のコンテストとしてローブナー賞とThe Chatterbox Challengeがあり、人工知能として人間に近いと判定されたボットが表彰されている。2005-2006年のローブナー賞ではJabberwackyに基づいたボットが表彰された。

### 大規模言語モデル（LLM）
近年は、言語モデルとしてニューラルネットワークを使用したチャットボットが台頭してきた。2017年に発表されたトランスフォーマー（Transformer）は、大きなデータセットによる深層学習モデルを可能とし、この技術に基づく Generative Pre-trained Transformer（GPT）や Bidirectional Encoder Representations from Transformers（BERT）は、高度なチャットボットを構築するために一般的になっている。その名前が示す事前訓練（pre-training）は大規模なテキストコーパスを用いた初期訓練プロセスを意味し、タスク固有のデータ量が限られているユーザー側のタスクでモデルが優れた性能を発揮するための、堅牢な土台を提供する。GPTチャットボットの代表として ChatGPT（2022年）があり、その正確性に批判があるが、詳細な応答や歴史的な知識で注目を集めている。もう一つの例は、マイクロソフトが開発したBioGPT（2022年）で、生物医学的な質問への解答に重点を置いている。

## 応用

### メッセージングアプリ
企業の多くのチャットボットは、メッセージングアプリやSMS（ショートメッセージサービス）として動作し、B2Cでのカスタマーサービス、販売、マーケティングに使用されている。ボットは通常、ユーザーの連絡先の1つとして表示されたり、グループチャットの参加者として機能することもある。こうしたチャットボットは、簡単な質問に答えたり、カスタマーエンゲージメントの向上、宣伝、そして注文方法を追加する役割を担っている。
2016年の調査では、80%の企業が2020年までに導入する予定と回答し、2017年の調査では、4%の企業がチャットボットを使用していた。

#### バーチャルアシスタント
ウェブサイトに組み込まれ、利用者が目的を達成することを助けることができるチャットボットもある。初期のものは、たとえばアラスカ航空の「Ask Jenn」（2008年）や、オンライン旅行会社エクスペディアの仮想顧客サービスエージェント（2011年）などに見られ、自然言語を通じて情報を集めてユーザーに回答したり関連ページを表示して時間を節約した。より新しい世代のチャットボットの例としては、2017年2月に電子商取引企業Rare CaratがIBMワトソン・コンピュータを使用して商品の購入希望者に情報を提供するものがある。

#### チャットボットシーケンス
これはマーケット担当者が一連のメッセージを記述するために用いられるチャットボットである（オートレスポンダーと類似）。こうしたシーケンスは、ユーザーの加入や対話内のキーワードによって引き起こされ、次に期待されるユーザーの反応が得られるまで一連のメッセージを配信する。各ユーザーの応答は決定木に送られ、チャットボットの応答シーケンスを誘導し、正しい応答メッセージを配信するのを助ける。

### 企業内プラットフォーム
また、従業員サポート、人事、あるいはIoT（モノのインターネット）プロジェクトなど、社内でチャットボットの活用を実践している企業もある。たとえば、ネット小売業のOverstock.comは、病気休暇を申請する際に、簡単だが時間のかかる特定の手続きを自動化するために、Milaという名前のチャットボットを立ち上げた伝えられている。病院や航空会社などの大企業ではIT設計者がインテリジェント・チャットボットのリファレンスアーキテクチャを設計しており、組織内の知識や専門経験をより効率的に活用／共有し、専門的サービスデスクからの回答ミスを大幅に削減するのに使用されている。これらのインテリジェント・チャットボットはさまざまな人工知能を利用しており、コンテントモデレーション、自然言語理解（NLU）、自然言語生成（NLG）などの技術が含まれる。

### 顧客サービス
多くの銀行組織では、顧客サービス業務に自動化されたAIベースのソリューションが統合され、ますます技術に慣れ親しんだ顧客に迅速で安価なサポートを提供している。特にチャットボットは対話を効率的に行うことで、電子メール、電話、SMSなどの他のコミュニケーションツールに取って代わることができる。銀行での主な用途には、一般的なリクエストへの対応や、取引のサポートがあげられる。
いくつかの調査では、ボットの導入によって顧客サービス費用を大幅に削減した事例が報告されており、今後10年間で数十億ドルの経済的節約につながると予想されている。2019年、ガートナーは、2021年までに世界の全ての顧客サービス対話の15%がAIによって完全に処理されるようになると予測した。Juniper Researchによる2019年の調査では、チャットボットを使った対話によってもたらされる小売業の売上高は、2023年までに1,120億ドルに達すると推計されている。

### 医療
チャットボットは医療業界でも利用されている。ある調査によると、米国の医師は、医師の予約スケジューリング、病院の検索、投薬情報の提供などにチャットボットが最も有益だと考えていることがわかった。
しかし、チャットボットの使用にまだ消極的な一部の患者の集団もある。ある混合研究によると、人々は技術の複雑さへの理解不足、共感性の不足、およびサイバーセキュリティへの懸念から、医療にチャットボットを使うことに消極的であることがわかった。この調査によると、医療チャットボットの存在を聞いたことがある人は6%、使用経験がある人は3%、12ヶ月以内に使用する可能性があると認識していた人は67%であった。参加者の大半は、一般的な健康情報の収集（78%）、診療の予約（78%）、地域の医療サービスの入手（80%）に医療チャットボットの使用を考えていた。しかし、医療チャットボットは、医療検査の結果を探したり、性的な健康問題などの専門的アドバイスを求めるにはあまり適していないと認識されていた。態度変数の分析では、ほとんどの参加者が、自分の健康について医師と話し合うこと（73%）と、信頼できて正確な健康情報にアクセスすること（93%）を好むことがわかった。80%が健康を改善できる新技術に興味を持つ一方で、66%は健康上の問題が発生したときのみ医師に診てもらうと答え、65%はチャットボットが良いアイデアだと考えていた。興味深いことに、30%がコンピューターと話すことに嫌悪し、41%がチャットボットと健康問題について話し合うことに違和感を示し、約半数がチャットボットのアドバイスを信頼できるかどうか確信を持てなかった。したがって、信頼性の認識、ボットに対する個人の考え、コンピュータと話すことへの嫌悪感が、医療チャットボットの主な障壁となっている。

### 政治
ニュージーランドでは、Sam（semantic analysis machine）というチャットボットが開発された。気候変動、医療、教育などの話題について、政治的な考えを共有するように設計されている。
2022年、デンマークの議会選挙に立候補する政党The Synthetic Partyに指名されたチャットボットLeader Lars（またはLeder Lars）が作られた。Leader Larsは以前の仮想政治家とは異なり、政党を率いて、客観的な候補者の姿を装わなかった。このチャットボットは、世界中のユーザーと批判的な政治的議論を交わした。

### 玩具
チャットボットはコンピューティングを主な目的としない玩具にも組み込まれている。マテルのハロー・バービーはインターネット接続型の人形で、子どもの発話がサーバ上のチャットボットに伝達され個別に返答を行う。これらのキャラクターの実際の行動は、特定のキャラクターをまねてストーリーラインを作り出すルールによって制約されている。また、マイ・フレンド・カイラは身長18インチ（46cm）の人形シリーズとして販売され、音声認識技術とAndroidやiOSのモバイルアプリを連携することで子どもの発話を認識して会話を行うことができた。これらの人形は、子どもの発話から収集されたデータを利用していることが原因で物議を醸した。
IBMのワトソン・コンピュータは、教育目的で子どもと対話することを目的としたCogniToysなどのチャットボットベースの教育玩具の基礎として使用されている。

### 教育
2023年のメタ分析によると、AIチャットボット技術は当然ながら学習アシスタントとしてパラダイムシフト的なイノベーションをもたらした。学習内容に関係なく、批判的思考を除くほぼすべての教科で学習効果を高～中程度に向上させることができる。

## 悪意のある使用
悪意のあるチャットボットが、人間の行動や会話を模倣してチャットルームをスパムや広告で埋め尽くしたり、人をだまして銀行口座番号などの個人情報をかすめ取るためにしばしば使用される。また、出会い系サービスのウェブサイト上の偽の個人広告にチャットボットが使用されていたという報告もある。
マイクロソフトの Tay は過去のやりとりから学習するAIチャットボットであったが、Twitter上でインターネット荒らしの標的にされて大きな論争を巻き起こした。このボットは悪用され、16時間後には極めてユーザーに攻撃的なツイートを送信するようになった。このことは、ボットが経験から学習するという点で効果的であったが、悪用を防ぐための適切な安全策が取られていなかったことを示唆している。
テキストを作成して送信するアルゴリズムが人間になりすますことができれば、そのメッセージはより説得力を増す可能性がある。そのため、オンライン・アイデンティティを巧妙に偽装した人間のようなチャットボットが、たとえば選挙中に虚偽の主張をするなど、もっともらしいフェイクニュースを拡散する可能性がある。また、多数のチャットボットを使って偽りの社会的証明に利用する可能性もある。

## チャットボットの限界
チャットボットの設計と実装は、人工知能や機械学習に大きく結びついた、未だ発展途上の分野である。そのため、これを利用したソリューションは明らかな利点を示しながらも、機能やユースケースの面でいくつかの重要な制限がある。ただし、これは時間の経過とともに変化している。
最も一般的な制限を以下に列挙する。
- チャットボットが利用するデータベースが固定され、データ量も限られているので、格納されていない問い合わせの扱いに失敗することがある[54]。
- チャットボットの効率は言語処理に大きく依存しており、言葉づかいや間違いなどの不規則性によって制限される。
- チャットボットは会話に含まれる複数の文脈に対して同時に対応することができないため、会話に参加する機会が限られる[53]。
- チャットボットを訓練するには、一般に大量の会話データを必要とする。深層学習アルゴリズムに基づいて、ユーザーの入力に基づいて新しい応答を単語ごとに生成する生成的モデルは、通常、自然言語フレーズの大規模なデータセットで訓練される[3]。
- チャットボットは一つの話題についてユーザーと何度もやり取りしなければならない非線形的な会話を扱うことが難しい[55]。
- テクノロジー主導で既存のサービスを変更する際によくあるように、一部の消費者（多くは年配世代）はチャットボットに対する理解が浅く、自身の要求が機械によって扱われていることが明らかになると不快に思うことがある[53]。

## チャットボットと仕事
チャットボットは、熟練した人材を必要としない定型的な作業を自動化するのに使われることが多く、ビジネスにおいてますます存在感を増している。顧客サービスは、電話だけでなくメッセージングアプリで行われるようになり、チャットボットの導入で組織に明確な投資効果をもたらすユースケースは増えている。コールセンターの従業員は、特に人工知能（AI）チャットボットによって職を追われる危険にさらされる可能性がある。

### チャットボットに関わる仕事
チャットボット開発者は、顧客サービスやその他の通信プロセスを自動化するアプリケーションの作成、デバッグ、および保守を担当する。必要に応じてコードを見直して最適化することも職務に含まれる。また、組織がボットを業務に導入するのを支援することもある。
Forresterの調査（2017年6月）では、2019年までに全職種の25%がAI技術の影響を受けると予測されている。

## 日本のチャットボット
ELIZAを参考としたチャットボットは、日本でも独自の発展を遂げてきた。そうした要因として、日本語は通常分かち書きされていない（単語同士がスペースで区切られていない）ため、どこまでが単語であるかを判断するのが困難であるという点が挙げられる。自然言語処理の研究の進展や、飛躍的に向上したコンピュータの記憶容量と処理速度により、形態素解析などの日本語解析の手法を用いることで、分かち書きを行う言語に近い土俵に立てるようになったと言える。
日本ではパソコン通信のサービスのひとつ「チャット」において一般化した。初期は漢字入力ができないことが普通で、カタカナだけの会話であったため、読みやすくするために分かち書きにすることが一般的であった。そのため構文解析の手間が少なく、エンジンの洗練化が進んだ。
2010年代のAIブーム前まで、現在のチャットボットに対する呼称およびその概念に相当するものとしては「人工無脳/人工無能」（じんこうむのう、英: Artificial Idiocy）という語が主流であった。「人工無脳」は、「人工知能」ないし「人工頭脳」をひねったネットスラングであり、脳に比肩するほどの高度な処理は行われていないという皮肉が込められている。出来の良い人工無脳は人間と区別がつきにくいため、人工無脳の発言にはマークがつく仕組みになっていることもあった。
有名な人工無脳として、「おんJBot」や「ゆいぼっと」、「Chararina（旧：ペルソナウェア）」「伺か」、「よみうさ」、「人工無能うずら」、「ししゃも」、「Lainan（ライナン）」「Apricot」がある。コンピュータによる合成音声の出力ができるものもあり、K仲川の「人工無脳ちかちゃん」（IBM ViaVoiceのエンジンを利用）や、佐野榮太郎のA.R.M.S（株式会社リコーの規則音声合成エンジンを利用）がある。
コンピュータゲームに応用したものとして、古い作品にはEmmyがある。SCEの開発したゲームソフトである『どこでもいっしょ』のキャラクター「トロ」をはじめとするポケットピープル（略称：ポケピ）やWindows Live メッセンジャーのアドバイザー「まいこ」なども人工無脳に類するキャラクターである。
2010年代のAIブームで登場したGoogleアシスタントやAmazonアレクサなどのバーチャルアシスタントが日本語に対応、りんななど大々的に展開される例も増加した。2020年代には日本語に強いLLMの開発が試みられている。